# Sveti Jurij, Rogatec
Sveti Jurij este o localitate din comuna Rogatec, Slovenia, cu o populație de 130 de locuitori.